# Karen Miller
Karen Miller (Vancouver, ...) è una scrittrice australiana.
Oltre la duologia Kingmaker, Kingbreaker, ha scritto libri ambientati negli universi di Stargate e di Guerre stellari.